# Fugitive Hunter: War on Terror
Fugitive Hunter: War on Terror, noto in Europa con il nome di America's 10 Most Wanted, è un videogioco di tipo sparatutto in prima persona e azione, sviluppato dalla Black Ops Entertainment e pubblicato nel 2003 per PlayStation 2, Xbox e PC.
l gioco è ambientato nello Utah, a Parigi e in Afghanistan verso la fine della guerra.

## Trama
2004: Jake Seaver, agente della Criminal Interdiction And Fugitive (CIFR), viene incaricato di catturare trafficanti di droga nello stato dell'Utah fino a prendere i migliori leader delle milizie armate nel Mar dei Caraibi e a Miami. Dopo numerosi successi, diventa il tenente della FBI e viene incaricato dal presidente George W. Bush di andare a combattere in Afghanistan.
Quando giunge in Oriente, la Guerra in Iraq è ormai arrivata al termine: le truppe americane collaborano insieme a quelle francesi e si preparano alla liberazione dell'Iraq. Dopo aver catturato Saddam Hussein, Jake Seaver cercherà di sfondare le linee di difesa talebane, raggruppatesi dopo la veloce ritirata dall'Afghanistan e di scovare i terroristi più pericolosi di Al Qaeda. La scena si sposta a Baghdad, ancora sotto il controllo talebano, dove Jake si scontrerà con Osama Bin Laden in carne ed ossa.
Nel gioco si affrontano anche Muqtada al-Sadr e Izzat Ibrāhīm al-Dūrī, famosi alleati di Saddam Hussein.

## Critiche
Questo gioco è stato considerato da molti per "pazzi", a causa della grafica poco degna per una Play Station 2, un game play assurdo e una trama orrenda. L'unica soddisfazione che può dare un gioco simile è quella di catturare Osama Bin Laden.